# Mirai Sentai Timeranger
GôGô Five Gao Rangers
Mirai Sentai Timeranger (未来戦隊タイムレンジャー, Mirai Sentai Taimurenjā, littéralement Timeranger, l'escadron du futur) est une série télévisée japonaise du genre sentai en 51 épisodes de 25 minutes produite en 2000.

## Synopsis
Au XXXe siècle, le voyage dans le temps est devenu illégal à la suite d'une crise paradoxale. Le Département de protection du temps est alors chargé de punir les crimes temporels. Quatre nouveaux cadets du Département de protection du temps sont vaincus par Don Dolnero et sa bande. Les malfaiteurs remontent alors le temps jusqu'au XXe siècle pour pouvoir œuvrer librement... Les quatre cadets les suivent, mais un sérieux problème se pose : pour pouvoir fonctionner lors de la première opération, le programme Time Rangers importe que l'équipe soit composée de cinq membres... Après que Tatsuya a rejoint l'équipe, le combat peut commencer.

## Personnages

### Time Rangers
- Tatsuya Asami (浅見 竜也, Asami Tatsuya?) / Time Red (タイムレッド, Taimu Reddo?)
  - Armes : VolBlaster (ボルブラスター, Boruburasutā?)
  - Attaques : Vector Hurley (ベクターハーレー, Bekutā Hārē?), Vector Around (ベクターアラウンド, Bekutā Araundo?) avec Time Blue, Vector Hurricane (ベクターハリケーン, Bekutā Harikēn?) avec Time Yellow, Vector Impulse (ベクターインパルス, Bekutā Inparusu?), Spark End (スパークエンド, Supāku Endo?), Vector End: Beat 3 (ベクターエンド・ビート３, Bekutā Endo Bīto Surī?), Vector End: Beat 12 (ベクターエンド・ビート１２, Bekutā Endo Bīto Tuwerubu?), Vector End: Beat Cross (ベクターエンド・ビートクロス, Bekutā Endo Bīto Kurosu?), Vector Dividing (ベクターディバイディング, Bekutā Dibaidingu?)
- Yûri (ユウリ, Yūri?) / Time Pink (タイムピンク, Taimu Pinku?)
  - Armes : VolSniper (ボルスナイパー, Borusunaipā?)
  - Attaques : Vector Hurley (ベクターハーレー, Bekutā Hārē?), Vector End: Beat 6 (ベクターエンド・ビート６, Bekutā Endo Bīto Shikkusu?)
- Ayase (アヤセ, Ayase?) / Time Blue (タイムブルー, Taimu Burū?)
  - Armes : VolLauncher (ボルランチャー, Boruranchā?)
  - Attaques : Vector Hurley (ベクターハーレー, Bekutā Hārē?), Vector Around (ベクターアラウンド, Bekutā Araundo?) avec Time Red, Vector Hurricane (ベクターハリケーン, Bekutā Harikēn?) avec Time Yellow, Vector End: Beat X (ベクターエンド・ビートＸ, Bekutā Endo Bīto Ekkusu?)
- Domon (ドモン, Domon?) / Time Yellow (タイムイエロー, Taimu Ierō?)
  - Armes : VolVulcan (ボルバルカン, Borubarukan?)
  - Attaques : Finishing Laser Punch (フィニッシングレーザーパンチ, Finisshingu Rēzā Panchi?), Vector Hurley (ベクターハーレー, Bekutā Hārē?), Vector Dividing (ベクターディバイディング, Bekutā Dibaidingu?)
- Sion (シオン, Shion?) / Time Green (タイムグリーン, Taimu Gurīn?)
  - Armes : VolPulser (ボルパルサー, Boruparusā?)
  - Attaques : Vector Hurley (ベクターハーレー, Bekutā Hārē?), Vector End: Beat 9 (ベクターエンド・ビート９, Bekutā Endo Bīto Nain?)
- Naoto Takizawa (滝沢 直人, Takizawa Naoto?) / Time Fire (タイムファイヤー, Taimu Faiyā?) (épisodes 28-49, Timeranger vs GoGo Five)
  - Armes : DV Defender (ＤＶディフェンダー, Dī Bui Difendā?)

### Soutien
- Capitaine Ryûya (リュウヤ隊長, Ryūya Taichō?)
- Robot de navigation, Tac (航法ロボタック, Kōhō Robo Takku?)
- Time Robota (タイムロボター, Taimu Robotā?) (épisodes 27-50)
- Wataru Asami (浅見 渡, Asami Wataru?)
- Honami Moriyama (森山 ホナミ, Moriyama Honami?) (épisodes 9-50, Gokaiger 40
- Coureur fou, Baron (?) (épisode 14)
- Bombardier, D.D. Ladis (爆弾製造犯・Ｄ．Ｄ．ラデス, Bakudan Seizōhan Dī Dī Radesu?) (épisodes 1-32)
- GôGô Five (救急戦隊ゴーゴーファイブ, Kyūkyū Sentai GōGō Faibu?)
- City Guardians (シティガーディアンズ, Shiti Gādianzu?)

### Famille Londers
La famille Londers (ロンダーズファミリー, Rondāzu Famirī) est un groupe de malfaiteurs temporels. Ils opèrent depuis le pénitencier Londers (ロンダー刑務所, Rondā Keimusho).
- Don Dolnero (ドン・ドルネロ, Don Dorunero?) (épisodes 1-47)
- Gien (ギエン, Gien?)
- Lila (リラ, Rira?) (épisodes 1-47)
- Les droïdes orduriers Zenitt (ジャンクドロイド・ゼニット, Janku Doroido Zenitto?) sont les fantassins de la famille.
- Les prisonniers Londers (ロンダーズ囚人, Rondāzu Shūjin?) sont les monstres envoyés sur Terre par la famille.

## Arsenal
- Chrono Changer (クロノチェンジャー, Kurono Chenjā?) : transformateur des Time Rangers. Ils revêtent leurs armures par la commande « Chrono Changer! » (「クロノチェンジャー！」, « Kurono Chenjā! »?).
- Time Emblem (タイムエンブレム, Taimu Enburemu?) : Badge des Time Rangers.
- V Commander (Ｖコマンダー, Bui Komandā?) : transformateur de Time Fire. Il revêt son armure par la commande « Time Fire! » (「タイムファイヤー！」, « Taimu Faiyā! »?)
- Voltech Bazooka (ボルテックバズーカ, Borutekku Bazūka?) : Bazooka formé à partir des armes individuelles des Time Rangers.

## Véhicules
- Chrono-Ship Yglieg (?)
- Time Flyer (タイムフライヤー, Taimu Furaiyā?)

## Mechas
- Time Jet Gamma (タイムジェットγ（ガンマ）, Taimujetto Ganma?) : formé à partir des cinq Time Jets suivants :
  - Time Jet 1 (タイムジェット１, Taimujetto Wan?) : piloté par Time Red.
  - Time Jet 2 (タイムジェット２, Taimujetto Tsū?) : piloté par Time Blue.
  - Time Jet 3 (タイムジェット３, Taimujetto Surī?) : piloté par Time Green.
  - Time Jet 4 (タイムジェット４, Taimujetto Fō?) : piloté par Time Yellow.
  - Time Jet 5 (タイムジェット５, Taimujetto Faibu?) : piloté par Time Pink.

L'assemblage a lieu à partir de la commande « 3D Formation! Time Jet Gamma ! » (「３Ｄフォーメーションタイムジェッ！トγ（ガンマ）！」, « Surī Dī Fōmēshon! Taimujetto Ganma! »).
- Time-Robot Alpha (タイムロボα（アルファ）, Taimu Robo Arufa?) : formé à partir des cinq Time Jets suivants :
  - Time Jet 1 (タイムジェット１, Taimujetto Wan?) : piloté par Time Red.
  - Time Jet 2 (タイムジェット２, Taimujetto Tsū?) : piloté par Time Blue.
  - Time Jet 3 (タイムジェット３, Taimujetto Surī?) : piloté par Time Green.
  - Time Jet 4 (タイムジェット４, Taimujetto Fō?) : piloté par Time Yellow.
  - Time Jet 5 (タイムジェット５, Taimujetto Faibu?) : piloté par Time Pink.

L'assemblage a lieu à partir de la commande « Change Formation! Time-Robot Alpha ! » (「チェンジフォーメーション！タイムロボα！」, « Chenji Fōmēshon! Taimu Robo Arufa! »). Il est armé de l'épée Space-Time (時空剣, Jikūken) et du Chrono-bouclier (クロノシールド, Kurono Shīrudo). Au moment de porter le coup de grâce, les Time Rangers disent : « Press Blizzard! » (「プレスブリザード！」, « Puresu Burizādo! »)
- Time-Robot Beta (タイムロボβ（ベータ）, Taimu Robo Bēta?) : formé à partir des cinq Time Jets suivants :
  - Time Jet 1 (タイムジェット１, Taimujetto Wan?) : piloté par Time Red.
  - Time Jet 2 (タイムジェット２, Taimujetto Tsū?) : piloté par Time Blue.
  - Time Jet 3 (タイムジェット３, Taimujetto Surī?) : piloté par Time Green.
  - Time Jet 4 (タイムジェット４, Taimujetto Fō?) : piloté par Time Yellow.
  - Time Jet 5 (タイムジェット５, Taimujetto Faibu?) : piloté par Time Pink.

L'assemblage a lieu à partir de la commande « 3D Formation! Time-Robot Beta ! » (「３Ｄフォーメーション！タイムロボβ！」, « Surī Dī Fōmēshon! Taimu Robo Bēta! »). Il est armé du pistolet Flyer Magnum (フライヤーマグナム, Furaiyā Magunamu).
- Time Shadow (タイムシャドウ, Taimu Shadō?)
- Time Shadow Alpha (タイムシャドウα（アルファ）, Taimu Shadō Arufa?) : Formé à partir du Time Shadow et du Time-Robot Alpha.
- Time Shadow Beta (タイムシャドウβ（ベータ）, Taimu Shadō Bēta?) : Formé à partir du Time Shadow et du Time-Robot Beta.

## Épisodes
1. Les fugitifs du temps (時の逃亡者, Toki no Tōbōsha?)
2. L'avenir invisible (見えない未来, Mienai Mirai?)
3. Accélération des rêves (夢の加速度, Yume no Kasokudo?)
4. L'otage est un extraterrestre (人質は異星人, Hitojichi wa Iseijin?)
5. La troisième combinaison (第３の合体, Daisan no Gattai?)
6. L'invité fabriqué (偽りの招待客, Itsuwari no Shōtaikyaku?)
7. Domon hospitalisé (ドモン入院中, Domon Nyūinchū?)
8. Une explosion dans les arts (芸術に爆発を, Geijutsu ni Bakuhatsu o?)
9. La dépression du Don (ドンの憂鬱, Don no Yūutsu?)
10. L'escape de demain (明日への脱出, Ashita e no Dasshutsu?)
11. La ville des combats à mort (死闘の町, Shitō no Machi?)
12. Adresser un vœu à une étoile (星に願いを, Hoshi ni Negai o?)
13. Bataille Casino (バトルカジノ, Batoru Kajino?)
14. Chaleur mortelle (デッドヒート, Deddo Hīto?)
15. Recherchez le tireur d'élite (狙撃手（スナイパー）を探せ, Sunaipā o Sagase?)
16. Un rêve à proximité (そばにある夢, Soba ni Aru Yume?)
17. Le poing de la sainte torsadée (ねじれた正拳, Nejireta Seiken?)
18. Une prémonition ténébreuse (影の予感, Kage no Yokan?)
19. Le Chevalier du clair de lune (月下の騎士, Gekka no Kishi?)
20. Le bond renouvelé (新たなる絆, Aratanaru Kizuna?)
21. Le style de Sion (シオンの流儀, Shion no Ryūgi?)
22. Tentation rose (桃色の誘惑, Momoiro no Yūwaku?)
23. Frapper (ビートアップ, Bīto Appu?)
24. Jaune, parfois bleu (黄色、時々青, Kiiro, Tokidoki Ao?)
25. Confiance brisée (途切れた信頼, Togireta Shinrai?)
26. Le compte à rebours de fiducie (信頼の秒読み（カウントダウン）, Shinrai no Kauntodaun?)
27. La petite ville natale (小さな故郷, Chiisa na Kokyō?)
28. Un temps de réunion (再会の時, Saikai no Toki?)
29. Le nouveau guerrier  (炎の新戦士, Honō no Shin Senshi?)
30. Signaler des cris de feu (届け炎の叫び, Todoke Honō no Sakebi?)
31. Le jeu errant (迷走ゲーム, Meisō Gēmu?)
32. Enregistrer la Cour pénale (犯罪者を救え, Hanzaisha o Sukue?)
33. Petite Madame (リトルレディ, Ritoru Redi?)
34. As-sass-in (暗・殺・者, An-satsu-sha?)
35. Demain ne vient pas (明日が来ない, Ashita ga Konai?)
36. Car il est honnête (素顔のままで, Sugao no Mama de?)
37. Puissance ciblée (狙われた力, Nerawareta Chikara?)
38. Bonne nuit (ぐっどないと, Guddo Naito?)
39. Alliés trempés sous la pluie (雨に濡れた嘘, Ame ni Nureta Uso?)
40. Ayase prend sa retraite !? (アヤセ脱退！？, Ayase Dattai!??)
41. Exposer le Prophète (予言者を暴け, Yogensha o Abake?)
42. L'ange déchu de la destruction (破壊の堕天使, Hakai no Datenshi?)
43. L'ordre des versions de l'histoire (歴史修正指令, Rekishi Shūsei Shirei?)
44. La révolte contre le temps (時への反逆, Toki e no Hangyaku?)
45. Fin ! TR (recherche de demain) (終末！ＴＲ（トゥモローリサーチ）, Shūmatsu! Tī Āru (Tumorō Risāchi)?) (Nouvel An 2001)
46. L'avenir n'est plus (未来への断絶, Mirai e no Danzetsu?)
47. La fin du Don (ドンの最期, Don no Saigo?)
48. Le retour vers le futur (未来への帰還, Mirai e no Kikan?)
49. Au-delà du millénaire (千年を越えて, Sennen o Koete?)
50. Pour un lendemain infini (無限の明日へ, Mugen no Ashita e?)
51. Grand rassemblement Super Sentai (Compilation spéciale) (スーパー戦隊大集合（特別編）, Sūpā Sentai Dai Shūgō (Tokubetsu Hen)?)

Films
- Mirai Sentai Timeranger contre GoGoFive (未来戦隊タイムレンジャーVSゴーゴーファイブ, Mirai Sentai Taimurenjā Tai GōGōFaibu?) (2001)

Spéciaux
- Mirai Sentai Timeranger Super Video : Tous les secrets des Plus Puissants Héros (未来戦隊タイムレンジャー スーパービデオ 最強ヒーロー全ひみつ, Mirai Sentai Taimurenjā Sūpā Bideo : Saikyō Hīrō Zen Himitsu?) (2000)

## Distribution
Les héros
- Masaru Nagai : Tatsuya / Time Red
- Mika Katsumura : Yûri / Time Pink
- Yūji Kido : Ayase / Time Blue
- Tomohide Koizumi : Domon / Time Yellow
- Masahiro Kuranuki : Sion / Time Green
- Shinji Kasahara : Naoto / Time Fire (épisodes 28-49, Timeranger vs GoGo Five)

Soutien
- : (voix : Yusuke Numata) Tak
- : Time Robota
- Fujita Okamoto : Wataru Asami
- : Honami Moriyawa
- Les GôGô Five

La famille Londers
- : Ryūsa Asami
- : (voix : Ryūzaburō Ōtomo) Don Dolnero (épisodes 1-47)
- : (voix : Kōji Tobe) Gien
- Asami Kuru : Rira
- Copy Time Rangers (épisodes 25-26)
- Junk Droid Zenitts